# 岚下乡
岚下乡，是中华人民共和国福建省南平市顺昌县下辖的一个乡镇级行政单位。

## 行政区划
岚下乡下辖以下地区：
东坑村、黄墩村、郭城村、夏墩村、岚下村、钱墩村、百益村、桃源村、新源村和路墩村。